# Коллотипия

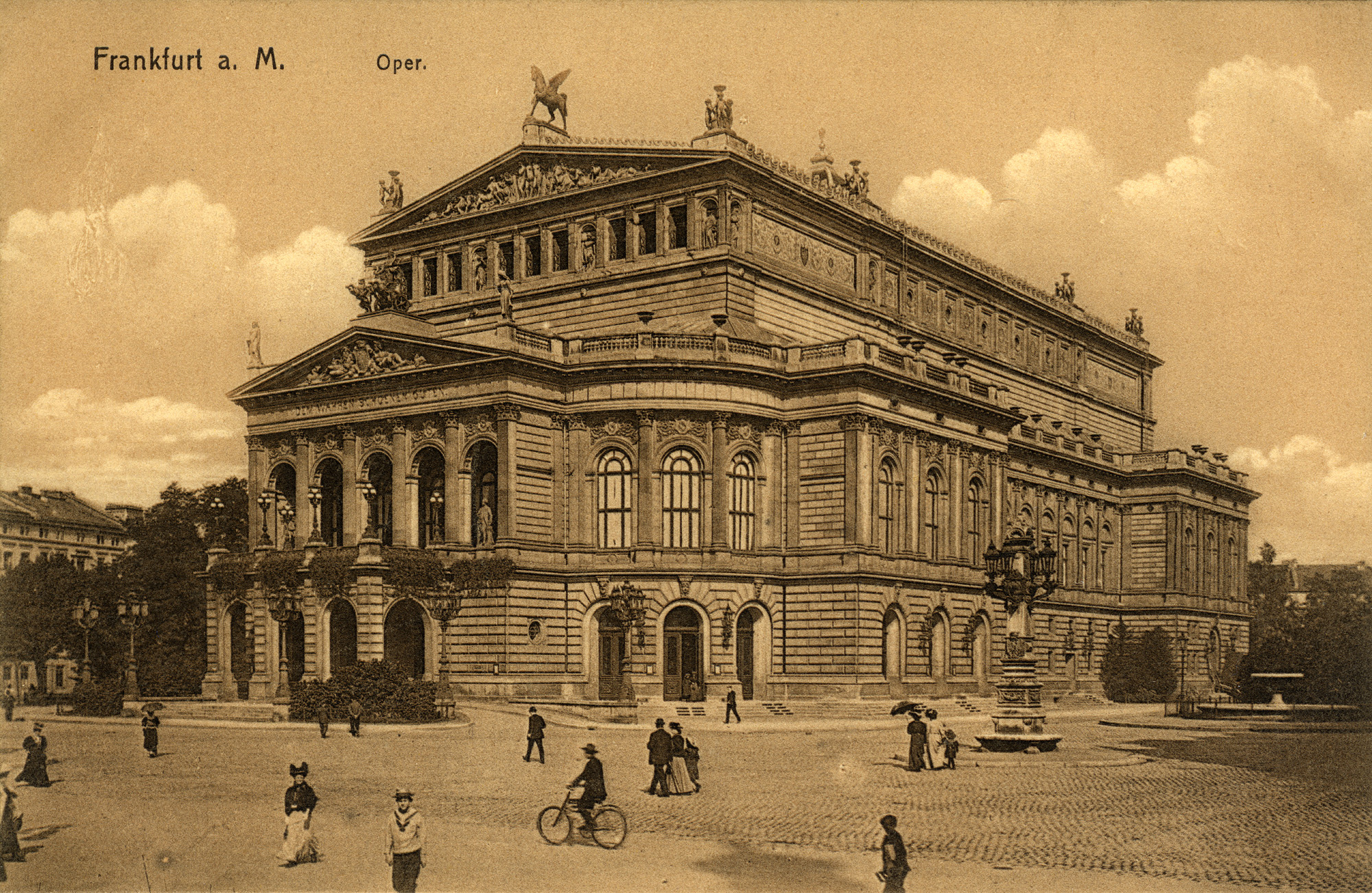
Немецкая почтовая открытка, отпечатанная способом коллотипии. Около 1900

Коллотипи́я (от др.-греч. κόλλα — ‘клей’ и τύπος — ‘отпечаток’) — фотомеханический процесс, при котором типографское клише изготавливается на металлической или стеклянной пластине, покрытой светочувствительным слоем хромированного желатина.

Название «коллотипия» появилось в 1868 году после того, как придворным фотографом Людвига II Йозефом Альбертом была усовершенствована исходная технология фототипии. Отличие заключается в замене первоначально использовавшегося литографского камня на стеклянную пластину и добавлении промежуточного связующего подслоя, прочно удерживающего светочувствительный слой на подложке. Тем не менее, после всех изменений процесс в целом продолжает называться фототипией, а термин «коллотипия» остаётся одним из синонимов. Другие названия этой же технологии — альбертипия, артотипия, гелиотипия, коллография, фотожелатина.